# Classic Yes
Classic Yes ist ein Album der britischen Progressive-Rock-Band Yes aus dem Jahr 1981. Es ist nach Yesterdays die zweite Kompilation der Band und ihre insgesamt vierzehnte Veröffentlichung. Während jenes sich auf die Gründungsjahre konzentriert hatte, versammelt Classic Yes Stücke aus der "klassischen" Phase der Band von 1970 (The Yes Album) bis 1977 (Going for the One).

## Entstehung
Das Album erschien nach der Auflösung der Band am Ende der Drama-Tour. Es wurde von Yes-Bassist Chris Squire zusammengestellt. Die Erstveröffentlichung enthielt eine LP mit den Studiotracks (1 – 7) und eine zusätzliche Single mit bis dahin unveröffentlichten Live-Versionen von Roundabout und I’ve Seen All Good People aufgenommen während der Tormato-Tour 1978: Roundabout stammt von einem Auftritt im Oakland Coliseum (San Francisco) am 7. Oktober 1978, I’ve Seen All Good People von einem Konzert im Wembley Empire Pool (Großbritannien) am 28. Oktober 1978. Für die CD-Veröffentlichung wurden alle Songs auf einen einzigen Tonträger gebracht.

## Covergestaltung
Für das Cover verwendete der Fantasy-Künstler Roger Dean das Bild Green Towers, das aus der Entwurfsphase eines architektonischen Projekts von Roger und Martyn Dean für die Stadt Sydney (Australien) vorgesehen war, aber nie verwirklicht wurde.

## Titelliste
1. Heart of the Sunrise (Jon Anderson/Chris Squire/Bill Bruford) – 10:35
2. Wonderous Stories (Jon Anderson) – 3:50
3. Yours Is No Disgrace (Jon Anderson/Chris Squire/Steve Howe/Tony Kaye/Bill Bruford) – 9:41
4. Starship Trooper – 9:25
  1. Life Seeker (Jon Anderson)
  2. Disillusion (Chris Squire)
  3. Würm (Steve Howe)
5. Long Distance Runaround (Jon Anderson) – 3:30
6. The Fish (Schindleria Praematurus) (Chris Squire) – 2:37
7. And You and I (Jon Anderson; Musik: Bill Bruford/Steve Howe/Chris Squire) – 10:05
  1. Cord of Life
  2. Eclipse
  3. The Preacher the Teacher
  4. Apocalypse
8. Roundabout (Jon Anderson/Steve Howe) – 7:53
9. I’ve Seen All Good People – 7:29
  1. Your Move (Jon Anderson)
  2. All Good People (Chris Squire)

## Besetzung
- Jon Anderson: Gesang
- Chris Squire: Bass, Gesang
- Steve Howe: Gitarre, Gesang
- Tony Kaye: Keyboards (Songs 3 und 4)
- Rick Wakeman: Keyboards (Songs 1, 2, 5 – 9)
- Alan White: Schlagzeug (Songs 2, 8, und 9)
- Bill Bruford: Schlagzeug (Songs 1, 3 – 7)

## Chartplatzierungen
| ChartsChartplatzierungen       | Höchstplatzierung | Wochen |
| ------------------------------ | ----------------- | ------ |
| Vereinigte Staaten (Billboard) | 142 (5 Wo.)       | 5      |